# 座敷童にできるコト
『座敷童にできるコト』（ざしきわらしにできるコト）は七飯宏隆による日本のライトノベル作品。イラストは池田陽介。電撃文庫（メディアワークス）より2005年6月から2006年7月まで全6巻が刊行された。

## あらすじ
貧乏な高校一年生、守屋克喜が寮の自室のドアを開けると、そこにはセーラー服の少女がいた。彼女、座敷童の未麟が巻き起こす騒動により、克喜の高校生活はめちゃくちゃになってしまう。さらには、座敷童の敵、ワラシモドキまでもが襲い掛かってきて……。

## 登場人物

### 座敷童
“宮なし”未麟（みりん）
ヒロイン。豊葦学園の男子寮である神無寮の中の一室、通称“開かずの間”の境界宮に憑いている座敷童。開かずの間が十年間閉鎖されていたために三年前の大侵攻で境界宮を奪われることも死ぬこともなく無傷で生き残っていたため、当初はまともに戦える唯一の座敷童であった。
外見はセーラー服を着た美少女だが、一人称は「俺様」で、全体的にガサツ。ちなみに胸は絶壁で、そのことに関しては本人も気にしている。
また、"逆座敷童"と呼ばれており、座敷童は本来幸運を呼び寄せるはずだが、不幸を呼び寄せてしまうという特殊な存在で、その原因は貴力を読み取ることが出来ないことにあり、そのため宮依術を使うことが出来ず、"宮号"を与えられていない。故に"宮なし"と呼ばれている。
武器は2メートルほどの朱塗りの棒、攻神器“剛白”。さらに物語中にて、使用に際してある条件はあるものの触れたもの全てを消し去る光を手のひらに生み出す強力な宮依術"八尺瓊勾玉"に目覚める。また後に、貴力を読む力がないという弱点を克服するために絶祀法を習得。
傍系でかつ宮依術すら使えない“宮なし”だが、実は三貴子の一角である天照を祖にもつ座敷童である。しかしオリジナルの罪により傍系にされただけでなく神格複写に際して枷がかけられており、貴力を読むことが出来ないのもそれが原因。
座敷童と客人の関係は家族のようなもので、座敷童は住人を守ってこそ一人前と考えており、度々自らの危険も顧みず克喜を守ろうとする。
"水天宮" 早秀（すいてんぐう はやひで）
“天宮号”を持つ直系複写体。祖は三貴子の一角である月読。
ブランド物の白いスーツ、レイバンのサングラス、オールバックの髪型といういかにもやり手のビジネスマンのような外見をした座敷童。
座敷童でありながらITなどを駆使し、実質的に日本座敷童協会を取りまとめているのは彼である。効率主義者で、本音では技術革新についてこれず、思考も時代遅れの他の直系座敷童達を見下している。
未鱗の幼馴染でもあり、幼い頃未麟に言われた『大っ嫌い』『だって、早秀君ってつまんないんだもの』という言葉を未だに根に持っている（ちなみにこれらの言葉は鞘月が言わせたものである）。
永らく"境界宮"と縁を結ばずにいたが、本来の実力は"最強"の夕琴と同格であり文字通り最強クラスの座敷童であり、所有する銅鏡"八咫鏡"は、鏡面から光の矢を飛ばして攻撃する能力と、直接空間を繋げて遠隔地を映し出す能力を持つ神器である。
三貴子の複写体唯一の直系であり、三貴子、そしてその末裔に対する異端視の全てを記憶し、自らも体感しながら生きてきた。一方で記憶がある分、三貴子同士のつながりに対する思い入れは最も強い。『父様』への恐怖心から天照や須佐之男の側につけなかったオリジナルの月読を嫌っており、彼とは違う性格になろうと意図して性格を変えてきた。真の目的は『上の姉様』すなわち天照の復活であり、神議の間に心から忠誠を誓っているわけではない。
"剣宮" 鞘月（けんぐう さやつき）
末麟の師匠にして、史上最強の座敷童。祖は三貴子の一角である須佐之男。
酒好きでガサツな性格をしていたらしく、未麟の人格形成にいい意味でも悪い意味でも大きな影響を与えている。
しかしその実力は本物で、未麟は師匠として強く尊敬していた。またガサツな性格で自分勝手ではあるが、座敷童と人間は家族なものであるという信念、自分が最強であるという責務を正面から受け止める覚悟など、根本的には人格的にも立派な人物で、未麟にとっては親のような存在でもあった。客人である“父ちゃん”とは、単なる座敷童と客人を越えた関係にあった模様。
武器とする日本刀、攻神器“緋王”は、彼女の初陣においてその凄まじい力に耐えられず壊れてしまった神剣“都牟刈の大刀”から再構成したこの世に二つとない品。
三年前の大侵攻の折に命を落としたとされるが、彼女の姿が各所で目撃され、モドキになっているのではないかと噂になる。
未麟同様、神格調整で貴力を読む力もなく、宮依術も使えない。しかし、神格複写異常による突然変異でオリジナルをはるかに凌駕する力を持って生まれており、その圧倒的な強さ故に特別に“剣宮”の名を与えられたという経緯がある。その強さは、正面からなら直系の座敷童が何人がかりでかかろうとも相手にすらならないというレベル。また、貴力を読む力がないことをカバーするための技術である絶祀法を編み出したのも彼女。
実は、三年前の大侵攻で命を落としてはおらず、大侵攻の直前に神議の間の座敷童総がかりで背後から襲われて瀕死の重傷を負い七層から成る天界に保護されていた。七層から成る天界の治療により死は免れたものの、利き腕である右腕は損傷が激しく、本編上の時間軸では隻腕となっている。
彼女が殺害されかかった理由は、黒のオベリスクに触れた彼女の客人、高山脩の抹殺を命じる神議の間の決議に従わなかったために、高山脩の抹殺に当たって障害となる最強の鞘月を排除するため。利き腕を奪われたこと、最愛の高山脩を奪われたことから、神議の間には強い恨みを抱いている。
"雷宮" 夕琴（らいぐう ゆうこと）
鞘月亡き後"最強"と称される座敷童。豊葦学園の境界宮に憑いている。祖は建御雷。
長髪で、鋭い外見の上、豊葦学園の男子制服を着ているため男性のように見えるが、れっきとした女性である。
雷と風の宮依術が使え、雷光による目くらましや風に乗せて人や物を運ぶことが出来、武器である一対のチャクラム、攻神器“円騎”に触れたものを感電死させるほどの電気を帯電させて戦うという戦闘スタイルをとる。また彼女の最強の攻撃である宮依術“奏雷”は、数秒の精神集中を必要とし、大きく力を消耗するものの圧倒的な威力と攻撃範囲を誇り、並のモドキであれば多数を一掃できるほどの威力。
その強さの秘密は神格複写異常による先祖返り。傍系にもかかわらずオリジナルと同等の能力を持つ稀有な存在。祖神が強力なため、傍系ではあるが並の直系座敷童をしのぐ戦闘能力を持つ。
客人である深由美のことは、彼女を見守る姉のような兄貴分のような存在であり大切に思っている。
"燐天宮" 霧穂（りんてんぐう きりほ）
“天宮号”を持つ直系複写体。祖は火之迦具土。
オリジナルの罪により“神殺し”と呼ばれ忌み嫌われている、直系の中でも異質な存在。
常に命令されることを望んでおり、命令でしか動かない。何かを頼まれたときの口癖は「それは、命令ですか？」。
単純な攻撃力だけなら"最強"の夕琴を凌駕し、周囲一帯を一瞬で炎の海に変えるほどの力を持つ扇の攻神器"何仙"を用いることで、物理的な存在であろうがなかろうが全てを焼き尽くす炎を操ることが出来、理屈の上では座敷童やワラシキモドキに留まらず、祖神たる“時を超越せし者”の論理構造すら破壊することが出来る。
オリジナルである火之迦具土は、伊邪那美が自殺するために産み出した存在であり、そのため伊邪那美を殺した者として、そして全ての元凶として同族からも忌み嫌われていた。彼の左目はその際に伊邪那岐の怒りを買って決して再生もせず、永遠に痛み続けるようにされており、複写体である霧穂もその左目の傷を引き継いでいる。
自ら何かをしたわけでなく、オリジナルの罪によって虐げられ続けてきたが、心を閉ざすことでそれを当然として受け入れてきた。
"伏宮" 譲音（ふくぐう ゆずりね）
克喜たちが鎌倉で出会うこととなる座敷童。
槌の攻神器"槌王"を持つが、ピコピコハンマーにしか見えず威力もさほど高いわけではない。
"守護天宮" 八柱（しゅごてんぐう やはしら）
“天宮号”を持つ直系複写体。祖は高御産巣日。
強力な攻囲結界を操ることが出来、結界の内と外の空間を完全に遮断できる。
“神議の間”の長、つまり全座敷童の長である。
"怨天宮" 龍黒（おんてんぐう りゅうこく）
“天宮号”を持つ直系複写体。祖は闇淤加美（くらおかみ）。龍白とは祖神同士が兄弟神なため兄弟。
白いスーツに白ネクタイという出で立ちで、外見は高校生くらいの姿をした座敷童。
精錬の宮依術により鍛え上げられた破邪の力を持つ大鎌の攻神器“瑤月”を武器としており、不気味な風貌と武器が相まって死神のような雰囲気を漂わせている。龍白とともに“神議の間”の秘蔵っ子と呼ばれており、戦闘能力は直系座敷童の中でも高いが、祖神の特性を引き継いで“殺神狂”であるため、八柱ですら恐れてあまり外には出したがらない。
龍白と比べて、龍黒は殺しを楽しむ傾向がより強く、やや直情的な性格をしている。
"洸天宮" 龍白（こうてんぐう りゅうはく）
“天宮号”を持つ直系複写体。祖は闇御津羽（くらみつは）。龍黒とは祖神同士が兄弟神なため兄弟。
黒いスーツに黒ネクタイという出で立ちで、外見は高校生くらいの姿をした座敷童。
精錬の宮依術により鍛え上げられた破邪の力を持つ大鎌の攻神器“神月”を武器としており、不気味な風貌と武器が相まって死神のような雰囲気を漂わせている。龍黒とともに“神議の間”の秘蔵っ子と呼ばれており、戦闘能力は直系座敷童の中でも高いが、祖神の特性を引き継いで“殺神狂”であるため、八柱ですら恐れてあまり外には出したがらない。
龍黒と比べて、龍白は比較的合理的に任務を遂行する傾向にあり、龍黒よりは冷静に物事が判断できるが、根は殺神狂である。
"伎天宮" 藤璃（ぎてんぐう とうり）
“天宮号”を持つ直系複写体。
巨大な斧を武器として扱う少女の姿をした座敷童。
直系の例にもれず傍系を見下しており、また可愛らしい容姿に反して自分勝手で陰湿な性格。
"饕天宮" 腐銅（とうてんぐう ふどう）
“天宮号”を持つ直系複写体。
糸目にしまりのない笑みを浮かべた初老の男の姿をした座敷童。人間の肉が好物。
手に持った袋から取りだした灰を敵にまとわせ、それを凝固することで動きを封じることが出来る。

### 人間
守屋克喜（もりや かつき）
この物語の主人公。豊葦学園一年A組。
入学式の前日、学園寮である“神無寮”の“開かずの間”を割り当てられたことにより、なし崩し的に未麟の客人となる。
不幸で面倒事に巻き込まれやすく、逆座敷童である未麟の客人となったことでその不幸が加速したのか、(主に未麟のせいで)入学初日から三千院、万里小路、柏木の“変人”三兄妹に目をつけられ、学校中から要注意人物として認識され、恐れられるようになってしまう。
豊葦学園地下に構成された黄泉平坂での戦いにおいて、“黒のオベリスク”に触れたことで“縁”を見る力を手に入れ、またそれ以降、物理的な距離の遠近による未麟の能力の上下が著しくなるという現象が起こるようになる。
能力的には平凡な男子高校生でしかないため、戦いにおいては基本的に無力であるが、護身用に八握剣を持っており、“縁”を見る力を持つ克喜は直接“縁”を切ることで“縁”を結んでいる人間を直接傷つけることなく完全に“縁”を断ち切ってモドキや座敷童さえ無力化することが出来る。
素直で単純な人柄のため、すぐに騙されたり利用されたりする。しかし天才や特殊な事情を抱えた者たちばかりの中で、その単純なところに惹かれる者も多い。
真山深由美（まやま みゆみ）
夕琴の客人。豊葦学園一年A組委員長。
外見は三つ編みにメガネという典型的な“真面目な委員長”然としている。秀才で風紀の乱れに厳しく、愛想もないため“沈黙の女王”と呼ばれている。“変人”三兄妹やその同類と目されている克喜にも遠慮なく文句を言うことが出来る学園でも貴重な存在。
実はメガネを外し、髪を下ろすとかなりの美少女であるが、入学式で天才で容姿も完璧な柏木を見て、彼女の引き立て役になることは我慢できないと思って今のような外見を崩さないでいる。大勢の中から自分を客人に選んでくれた夕琴に対しては、当初同性でありながら憧憬に近いものを抱いていた。
“最強”の夕琴の客人が狙われるという事態を避けるため、当初、夕琴の客人であることは同じ学園に通う克喜にさえ秘密であったが、ある事件をきっかけに客人であることが露見して以降は克喜や未麟と交流することが増え、克喜のことを「バカ」と呼び、当初はどこか抜けている彼をフォローするため嫌々ながら世話係のようなことをしていたが、自分でも気付かないまま克喜に惹かれていく。
克喜や未麟にとっては、事情を知っている相手の中では最も信頼のおける存在であるため、ブレイン的な存在として頼りにされている。
柏木四人（かしわぎ よんと）
柏木家の末息子にして天才幼稚園児。
兄や姉たちと同じく超の付く天才で、幼稚園児にして大人顔負けの知識や判断力を持つ常識外れの子ども。ただしそれを除けば、柏木家で最大の(というか唯一の)常識人。
柏木家の境界宮に憑いた霧穂の客人となるが、当初はそのことを秘密にしていた。命令でしか動かず、命令を求める:霧穂に対し「友達になりたい」と言い、いかなる場合でも決して霧穂に命令はしない。
早秀たち座敷童を信用しておらず、独自に座敷童に関する調査を行っており、坂上グループの機密事項まで調べつくすほどの高い調査能力を示す。
名前の「四人」は母である静海の「妾腹の万里小路を含めて四人目の子供」という思いが込められた名前であるが、柏木家では末息子の彼のみが万里小路に関する事情を知らないため、本人は母親がこの名前を付けた意味を理解していない。
帯刀脩（たてわき　しゅう）
一学期の終わりに豊葦学園一年A組に転校してきた時期外れの転校生。
中肉中背で地味な容姿だが、微笑むと異常なまでに人の目を引き付けるという特殊な性質の持ち主。また他人に強制的に命令や依頼を実行させる能力も持ち合わせる、ただしこの能力は閲覧者やかつて閲覧者であった者には効かない。
克喜の目に“縁”が見え、転校初日に客人か閲覧者であることが判明するが、一体何と“縁”を結んでいるかは不明だった。閲覧者と接触していること、座敷童の客人として登録されていないことから閲覧者であると目されていた。ただし“七層から成る天界”に対し独立した位置にいるようで、必ずしも彼らの意向には従っていない。
未麟とかつて出会っているかのような発言、克喜を「助けに来た」という言葉、克喜の夢に登場するなどなど謎が多い存在。様々な場面で克喜に助言を与える。
その正体は、鞘月の客人にして、鞘月の元客人であり最愛の存在である高山脩（たかやましゅう）の複写体。すなわちニンゲンモドキである。高山脩は克喜と同じ“白のオベリスク”と“黒のオベリスク”の両方と“縁”を結んだ存在であったため、三年前に神議の間によって殺された。それを再構成したのが帯刀である。完全複写体であるため高山脩としての記憶も継承しているが、彼自身自らが高山脩でないことはきちんと理解している。
鞘月は自らが望んで彼を生みだしたにもかかわらず、彼を見ることで彼は高山脩ではないこと、高山脩が死んだことを思い知らされるため彼と極力会おうとしない。
モドキであるが元になったのが人間であるため、普通の人間にも見える上、身体能力も普通の人間と変わらない。ただし、論理構造が破壊されなければたとえ肉体的に死んでも短時間で身体が再生するという複写体としての特性、複写の失敗による他人を惹きつける能力など普通の人間とは違う特性も持つ。
坂上徳次郎（さかがみ とくじろう）
八柱の客人。一大企業「坂上グループ」会長。
三千院真人（さんぜんいん まさと）
豊葦学園二年。“変人”三兄妹の一人。「万能科学信奉会」会長にして、克喜の住む「神無寮」の寮長。
理事長の息子で、本来の姓は「柏木」だが、とある理由で家を出て母親の旧姓である「三千院」を名乗っている。
医学マニアで常に白衣を着ており、オカルトの存在を認めず、科学で全てが説明できると信じている。魔術を信奉する万里小路たち「黒薔薇騎士団」とは対立関係。入寮初日、部屋を開けていきなりセーラー服を着た女の子（未麟）に出会って驚く克喜を見て「セーラー服に拘りを持つという精神疾患を抱えている」と決めつけ、以後克喜を患者一号として扱う。克喜の学園生活崩壊の最初の一歩となった人物。
もともと変人だったが、3年前に三兄妹がそろって一週間ほど行方不明になる事件が発生した後、奇行がさらに目立つようになる。
変人だが想像を絶する天才。また美男子で学園中にファンの女子がおり「ドーナツクラブ」というファンクラブ連合のようなものが形成されているほど。後にその頭脳を生かして独力で徐々に座敷童の存在へと近づいていく。
彼が家を出て「三千院」を名乗るのは、自分の父親と万里小路家との関係を知り、父親に反発したため。
父親には反発しているものの、彼は普段の態度とは正反対によう子と同じように万里小路も妹として大切に思っており、彼が医学に傾倒しているのはオカルトにのめり込んでいる2人の妹を救うためである。万里小路と対立しているのも、本気で嫌っているわけではなく彼女の現実逃避につきあっているという部分が大きい。
万里小路柚祢（までのこうじ ゆね）
豊葦学園二年。“変人”三兄妹の一人。豊葦学園元生徒会長。
変人で黒魔術を信奉しており、生徒会長として豊葦学園に無茶苦茶な支配を敷いていた。1学期の終わりに生徒会長の座を退く。美しい黒髪の絶世の美女であり、彼女の信奉者から構成された「黒薔薇騎士団」という親衛隊を率いて三千院と対立している。騎士団の構成員は生徒会はもちろん、一般生徒にまで及ぶ。
もともと変人だったが、3年前に三兄妹がそろって一週間ほど行方不明になる事件が発生した後、奇行がさらに目立つようになる。
一般人には見えない未麟がスプーンを曲げたところを見て克喜が黒魔術に関わりのある存在だと誤解、克喜を捕獲して下僕にしようと狙うことになる。
変人だが他の兄妹と同じく想像を絶する天才。ペットであるトカゲのアンジェラを世界一愛くるしい生き物だと思っている。
他の兄妹と姓が違う理由は、彼女が理事長である柏木父の妾腹の娘であるため。彼女は恋愛関係にあった万里小路の母を、家柄のいい静海と結婚するために捨てた柏木父を憎んでおり、妾腹であることを公表したのも彼女自身である。また彼女が黒魔術を信奉するのはそうした経緯から世の中を憎み、「本当に呪いや、世界が破滅する予言があったらどんなにいいだろう」という現実逃避である。そのことが三千院との確執にもつながっている。
柏木よう子（かしわぎ ようこ）
豊葦学園一年A組。“変人”三兄妹の一人。克喜のクラスメイト。“真世界研究部”に所属している。
絶世の美少女にして天才だが変人で、地底人や未来人といった存在を信じており、スタンガンを携帯している。並はずれた運動神経を持ち、特にスタンガンを持つと素早い身のこなしで近づくもの全てを撃退する圧倒的な戦闘力を発揮する。
もともと上の2人程の変人ではなかったが、3年前に三兄妹がそろって一週間ほど行方不明になる事件が発生した後、その期間の記憶すらなく「自分は本当に自分なのか」という恐怖を抱いて、未来人に誘拐されたと信じて現実逃避し、オカルトに傾倒するようになる。
入学初日に寝ている彼女を起こそうとした克喜を痴漢扱いした際、スタンガンを持った彼女に襲われた克喜が未麟に助けられたのを見て克喜が超能力を持っていると誤解、克喜をサンプルとして捕獲しようと狙うことになる。
オカルトの存在を否定しない克喜に心を開き、克喜を何か他とは違う特別な存在だと思うようになり、意識し始める。
以降も様々な常識外れの手段で克喜をサンプルとして確保しようとするが、同時に（自分以外の）克喜の脅威からは克喜を守ろうとする面もあり、場合によっては心強い味方。
佐竹美奈子（さたけ みなこ）
建御名方の閲覧者。御名方が完全複写体であるため精神に異常はきたしていない。
年齢の割には大人びており、七層からなる天界の正体、その真の目的をも理解した上でモドキの閲覧者となっている。ただし大人顔負けの頭脳を持つ四人には流石に敵わず、四人のことは苦手。
御名方に非常になついており、彼に対する信頼は厚く、また御名方からも非常に大切にされており、彼女の危機には御名方がすぐに駆けつける。
本人は基本的に無力だが、空間跳躍の特殊能力を持ち一定の距離を一瞬で移動できる。自分だけでなく他人も能力の対象にすることが出来るが、一度に移動させられる対象は自他問わず一人で、一日に使える回数にも制限がある。

### ワラシモドキ
建御名方（たけみなかた）
“七層からなる天界”最強のモドキ。最初に確認された完全体のモドキでもある。
外見は天狗のような顔をした髭面の筋肉質な大男。祖は反逆を起こして建御雷によって消滅させられた建御名方。
オリジナルが両腕を切り落とされて殺されたため腕が再構成されず、腕は宮依術で作成した紛いもので、普通に立っていてもひざ下まで届くほど腕が長い。
しかしそれゆえ両腕それぞれに特殊能力が宿っており、右腕は2倍もの大きさに肥大する能力、左腕は宮依術を吸収する能力を持つ。
両腕の特殊能力のほか、触れたものを凍結させる強力な槍の攻神器"藤牙"を持っている。
言代主（ことしろぬし）
完全体のモドキ。反逆を起こして消滅させられた言代主の完全複写体。
"言霊"を操る能力を持つ。武器はチェーン。

### 時を超越せし者（エターナル・ワンズ）
伊邪那岐（いざなぎ）
“時を超越せし者”の長にして“時を超越せし者”の中でも最大の自己領域を誇る最強の存在。
神話矯正を始めた張本人で、第二天から第七天を滅ぼしてきた。
三貴子はもともと彼の一部であり、伊邪那岐は三貴子全ての能力を兼ね備えている。ゆえに宮依術"八尺瓊勾玉"や“都牟刈の大刀”のオリジナルを有しており、その戦闘能力は強力無比。
大地を失った第一天を捨て、第二天を侵略して新天地にしようと考え、伊邪那美を含む反対者たちを無視して侵略を実行したため、それを憂いた伊邪那美の自殺を招いてしまう。彼女を復活させようと“黄泉下り”を行って自己領域の中から自らの内に存在する伊邪那美の記憶を元に伊邪那美を再構成しようとするが失敗、その時に生まれたのが三貴子である。
“黄泉下り”による伊邪那美の復活に失敗し、神話矯正による伊邪那美の再誕を目指すこととなる。この物語の全ての元凶。
伊邪那美（いざなみ）
“時を超越せし者”全ての母、すなわち“時を超越せし者”を生みだすことの出来る唯一の存在にして、伊邪那岐の最愛の存在。
生きとし生けるもの全てを慈しんでいたため、大地を失った第一天を捨て、第二天を侵略して新天地にしようとする伊邪那岐に反対していたが、伊邪那岐がそれを無視して第二天を侵略したため神殺しの火を持つ火之迦具土を生み出して自殺する。
本編中、回想も含めて一度も出てくることはないが、彼女を復活させることこそが神話矯正の目的であり、ある意味で全ての始まりとなる存在。
天照大御神（あまてらすおおみかみ）
“時を超越せし者”の長である伊邪那岐の娘にして、三貴子の長姉。未麟のオリジナル。
娘と言っても三貴子はもともと伊邪那岐の一部であり、正確には伊邪那岐の中の伊邪那美の記憶の寄せ集めであるため“時を超越せし者”でも異端の存在。
宮依術"八尺瓊勾玉"や神剣“都牟刈の大刀”などを伊邪那岐から継承したが、神話矯正に疑問を覚え反逆"天岩戸"を開いた罪で消滅させられる。
彼女の開いた"天岩戸"からはモドキたちが出現し、天照自身が消滅したのちもその残影はモドキたちを率いていた。
反逆者にもかかわらず、傍系とはいえ複写体を残すことを許される。しかし複写体は貴力を読む力を封じられ、能力も大きく制限されることとなる。
未麟とは似ても似つかない、丁寧な物腰と落ち着いた性格をしている。
月読（つくよみ）
“時を超越せし者”の長である伊邪那岐の息子にして、三貴子の末弟。早秀のオリジナル。
2人の姉と同様三貴子という異端の生まれ。天照を『上の姉さま』、須佐之男を『下の姉さま』と呼んでいる。
父親に逆らえない気弱な性格で、三貴子の中では唯一伊邪那岐に反逆せず、直系複写体を残すことを許された。
自ら早秀を「自分の複写体とは思えない」と評するほど性格は似ていない。
須佐之男（すさのお）
“時を超越せし者”の長である伊邪那岐の娘にして、三貴子の次姉。鞘月のオリジナル。
2人の姉弟と同じく三貴子という異端の生まれで、天照のことは『上の姉さま』と呼ぶ。
女性だが男のような勇ましい風体をしており、服はところどころが破れたままになっている。
天照の後に伊邪那岐に反逆し、消滅させられる。
彼女もまた反逆者ながら複写体を残すことを許されるが、複写体は貴力を読む力を封じられた。

## 用語解説
座敷童（ざしきわらし）
“神話矯正網”を守るために作られた存在。その全てが、“時を超越せし者（エターナル・ワンズ）”のコピーである。
“境界宮”と縁を結び、さらにその住人である人間と縁を結んで“客人”とすることで本来の力を発揮できる。
"縁"を結んでいない状態では長くは存在できず、複数の座敷童が1つの境界宮と"縁"を結んでいるとその分力は低下する。
また“境界宮”から長い間離れていることが出来ず、また“客人”との距離によってその能力が増減する。“境界宮”から離れていられる時間、“客人”との距離による能力の増減の程度は各座敷童によって異なる。
座敷童は貴力と呼ばれる自然界のエネルギーを読み取り、それを操ることで宮依術という固有技能を使うことが出来る。幸運を呼び寄せるのも貴力の操作によるものである。
また貴力は戦闘にも大きく影響し、座敷童の戦闘は、実力差がある場合を除けば基本的に"貴力"の流れの読み合いによって互いの動きを予測しあう先読み合戦である。
座敷童の中には大きく分けて二種類おり、直系と呼ばれる者と、傍系と呼ばれる者に分けられる。
- 直系座敷童

コピー元の祖神が有力だった場合。名前の前の宮号が、“〜天宮”の形である。その全員が「神議の間」に所属する。代替わりを行っても記憶は消えない。存在的に異質であることを除けば基本的には祖神と同等の能力を持っており、祖神を含めたこれまでの代替わりの全ての記憶を持つ。代替わりを繰り返してきた膨大な戦闘の経験の蓄積により戦闘能力は高い。
代替わりの術を握っているため、傍系に対して絶対的優位にある。ただし彼らは“時を超越せし者(エターナル・ワンズ)”にはけして逆らうことが出来ない。
- 傍系座敷童

コピー元の祖神が非力、あるいは反乱をおこした場合。名前の前の宮号は、“〜宮”の形、あるいはない。代替わりを行うと記憶が消える。
外見上は祖神と似通っているが、祖神の記憶は持たない。コピー元の祖神そのものが非力だったり、強力だが反乱をおこしたため複写体の能力にも枷がつけられているという場合が多く、実力的に直系より劣るものが大半。ただしごく稀に、神格複写異常からの突然変異が起こることがあり、その結果として、“先祖返り”を起こして祖神と同等の能力を得る者などが現れることもある。
代替わりの術を握る直系座敷童に寿命を握られる形となっており、直系座敷童には基本的に逆らえない。
- 客人（まろうど）

その座敷童が住んでいる“境界宮”に住んでいる、あるいは生活の本拠地としている人間。
座敷童と"縁"を結んでいるため、普通の人間には見えない座敷童やモドキ、"エターナル・ワンズ"を視認することが出来るようになる。
一度"縁"が切れると座敷童に関する全ての記憶を失い、再び同じ座敷童と"縁"を結んでも記憶がよみがえることはない。
時を超越せし者（エターナル・ワンズ）
世界の最上部、第一天に住んでいた生物。定形を持たず、時と場所を自在に行き来できる。かつては繁栄を極めていたが、伊邪那岐が第二天を侵略したため、彼らを生み出す唯一の存在、伊邪那美が悲しみ自殺してしまい、ゆっくりと衰退の一途をたどることとなる。
神話矯正（しんわきょうせい）
第一天の歴史を、ほかの世界で忠実に再現し、伊邪那美を蘇らせる計画。今まで、第二天から第七天まではすべて失敗して、途中で放棄している。無理やり時空を捻じ曲げるため、反動で跳ね上がるのを抑えるために日本全国八百八十八箇所の境界宮と“白のオベリスク”を利用し、“神話矯正網”を作り出している。なお、途中で放棄してしまうと、神話矯正網がなくなるために時空が反動で跳ね上がり、その世界は消し飛んでしまう。
- 境界宮

日本全国八百八十八箇所にある。座敷童がいれば神話矯正網の一部として働く。
- 白のオベリスク

第一天がなぞった歴史が詰まっている。“神話矯正の儀式”を行うことで歴史を改変できる。
七層からなる天界
神話矯正が失敗し消えてしまった世界の残骸。天照大御神が主催する。「もしも神話矯正が行われていなかったら」という前提の下、神話矯正で消えてしまった生き物、座敷童、祖神を“〜モドキ”という形で再構成している。（再構成したものを、総称してモドキという。）座敷童だったら“ワラシモドキ”、人間だったら「ニンゲンモドキ」となる。ワラシモドキも座敷童と同じように、“閲覧者”と呼ばれる人間と縁を結ぶ必要がある。また、モドキは“完全複写体”と“不完全複写体”に分けられる。
“境界宮”と縁を結び、その住人である人間と縁を結ぶ必要があること、"貴力"の読み取りや操作、宮依術を使えることなど、基本的な特性は座敷童と共通している。
- 完全複写体

もとの形をそのまま保ったモドキ。再構成する前の記憶も存在する。座敷童の直系と同様の存在。
- 不完全複写体

完全にもとの形ではなく、たいていの場合眼球がないモドキ。
- 閲覧者

そのモドキが住んでいる境界宮に住んでいる、あるいは生活の拠点にしている人間。モドキが不完全複写体の場合、精神に異常をきたす場合がある。
座敷童の"客人"にあたり、モドキと"縁"を結んでいるため、"客人"と同じく座敷童やモドキ、"エターナル・ワンズ"を視認することが出来る。
また一度"縁"が切れるとモドキに関する全ての記憶を失い、再び同じモドキと"縁"を結んでも記憶がよみがえることはないのも共通。
神議の間（しんぎのま）
座敷童達の最高意思決定機関。祖神たちの意志、すなわち伊邪那岐の意志に基づいて神話矯正を滞りなく行うための機関である。
目的上、祖神や今までの代替わり前の記憶を完全に継承している直系複写体たちで成り立っており、全ての直系複写体はこの神議の間に所属している。その決定は絶対であり、神話矯正の邪魔になると判断したものに対しては容赦なく排除の手を向け、同胞であろうと人間であろうと抹殺することを躊躇わない。
現在の長は"守護天宮" 八柱。
貴力（きりょく）
世界を流れる自然エネルギー。文明が発達し、自然が滅びゆく現代では徐々に減少しつつあるとされる。
座敷童やモドキ、また祖神たちが力を使う際のエネルギー源でもあり、彼らはこの貴力の流れを読み、操る力を持っている。座敷童の憑いた家に幸運が訪れるのも幸運が訪れるように貴力の流れをコントロールしているからである。
また戦闘も、貴力を読む力を持つ者にとってはお互いの貴力の流れから相手の次の行動を読み合う先読み合戦であり、実力が余程離れていない限りは、単純な戦闘能力の競い合いではなく、如何に貴力の流れを読み切るかという、生死を賭けた二者の濃密なやり取りである。
貴力を読む力、操る力は祖神はもちろん座敷童やモドキに例外無く備わっている能力であるが、ある理由により貴力を感じる力そのものが備わっていない例外的な者もごく少数だが存在する。
絶祀法（ぜっしほう）
自分から流れ出る貴力の流れを断ち切る技術。
本来、座敷童の戦いは貴力の読み合いであるが、この技術を使うと貴力の流れそのものが断ち切られるため、貴力の流れから自分の行動を読まれることがなくなるが、絶祀法の使用中はこちらも相手の貴力を読むことが出来ず、また貴力を使う宮依術なども一切が使用不可となってしまう。
貴力を読めない者が貴力を読める者相手に立ち回るために生まれた戦法で、本来、貴力を読める者にとってはその発想すらないような技術。普段から貴力の流れを読むことに頼っている者たちの意表を突くことが出来るが、純粋な実力で劣っていれば相手にとっては多少やりにくい程度で大した意味を持たない、あくまで相手を打ち倒せる実力があることが前提。
一切の殺気や心の動きを殺し、戦闘の中でも完全な平静を保って貴力を漏らさないよう自分の内に閉じ込める必要があるため、戦闘は二者のやりとりではなく敵を打ち倒す作業に限りなく近くなり、強い精神力がないと耐えきれるものではないが、貴力を読めない者が一方的な先読みをされずに対等に相手と戦うにはこの技術を用いるしかない。

## 既刊一覧
- 七飯宏隆（著）・池田陽介（イラスト）、メディアワークス〈電撃文庫〉、全6巻
  - 『座敷童にできるコト』、2005年6月10日発売[14]、 ISBN 4-840230587
  - 『座敷童にできるコト2』、2005年8月10日発売[15]、 ISBN 4-840231222
  - 『座敷童にできるコト3』、2005年12月10日発売[16]、 ISBN 4-840232350
  - 『座敷童にできるコト4』、2006年2月10日発売[17]、 ISBN 4-840233055
  - 『座敷童にできるコト5』、2006年5月10日発売[18]、 ISBN 4-840234302
  - 『座敷童にできるコト6』、2006年7月10日発売[19]、 ISBN 4-840234914